# Tシャツラブサミット
Tシャツラブサミットは、日本のファッション・ブランドがTシャツを中心に、展示・即売を行うイベントである。
2003年5月から毎年2回の間隔で開催され、2日間に渡って科学技術館にて開催されている。
入場は有料（300円）。通称ラブサミ。

## イベントの特徴
主にTシャツを扱うファッション・ブランドが、会場に集結し展示・即売を行うTシャツイベントでは日本最大級の規模。
5月のゴールデンウィークと8月上旬の土日に催される。
会場内では特設ステージがあり、お笑いサバイバーシリーズやオフ喜利、似顔絵コーナー等のステージイベントが行われ全て入場料だけで鑑賞できる。

## 開催前
オリジナルのTシャツを販売する、いわゆるTシャツブランドのインターネットショップが雨後の筍のように出現した。
今ではネット通販は身近なものとなっているが、当時は「個人運営のネットショップでの買物は不安。怖い。」と思っている購入者も多かったため、実店舗を持たないTシャツブランド、ネットショップは、セレクトショップなどでの委託販売に頼るしかなかった。
商品を手に取って確認、信用してもらうことが必要であったし、イベント等で対面販売できればより良い考えていたが、対面販売ができる出展形式イベントは関東地区のデザインフェスタや東海地区のクリエーターズマーケットなどに限られていた。
このような環境下で、同様にTシャツブランドのネットショップを運営する主催者が「対面販売できる場を増やしたい。数ブランド集まれば販売する場所を借りることが可能になる」と立案しイベントを企画。デザインフェスタで知り合った同士に声をかけ、出店者をインターネット上で募集。2003年4月に開催した第1回目は、予想をはるかに上回る来場数となった。
以降、2003年は年3回の開催をしたが、翌年からは2005年を除き、毎年ゴールデンウィークと8月の土日に開催している。

## サブタイトルと記念Tシャツ
第5回開催からは副題がつくようになり、イベントタイトルは「Tシャツ・ラブ・サミットVol.○○　-××××-」（○○は開催回数、××××は副題）となる。
同じく第5回から、出店団体の中から選定された1出店者が、開催回数やサブタイトルに因んだグラフィック・デザインを書き下ろし、そのデザインがプリントされた「開催記念Tシャツ（オフィシャルTシャツ）」を開催日にのみ数量限定で販売する。
初日の入場時に購入する来場者が多いため、初日終了時に売り切れてしまうサイズもある。追加生産は無い。
また、第14回は特設ステージでラブサミ・プロレスを行なったため、プロレス開催記念Tシャツも制作、販売した。

## メインビジュアル
第7回開催以降のメインビジュアルは、日本のイラストレーター、漫画家による書き下ろしイラストを使用している。
第12回と第13回は、メインビジュアルを担当した、花くまゆうさく（第12回）とピョコタン（第13回）の開催記念Tシャツも制作、販売した。
お笑いサバイバーシリーズは第一回からの開催（名前は「お笑いゴングショー」）で、都内でも珍しい「投げ銭」スタイルをとっている。「投げ銭」の金額でランキングが即座に発表されるというスタイルは、完全実力主義で極めてシビア。最高額で長州小力の6万円、最低額はヘブリスギョン岩月の200円と言われている。
また、このステージからブレイクしていく芸人も多い。

## 開催の歴史
第1回から第4回まで青山アミーホールで開催される。
第5回より現在（第16回）まで科学技術館にて開催。
- 第1回　2003年4月29日（火）青山アミーホール
開催イベント：
出演者：
- 第2回　2003年7月20日（日）青山アミーホール
開催イベント：
出演者：
- 第3回　2003年11月23日（日）青山アミーホール
開催イベント：
出演者：
- 第4回　2004年5月30日（日）青山アミーホール
開催イベント：
出演者：
- 第5回　「メガトン」2004年10月16日（土）科学技術館
オフィシャルTシャツ：ラブサミ実行委員会
開催イベント：
出演者：
- 第6回　「フルカラー」2005年4月30日（土）、5月1日（日）科学技術館
オフィシャルTシャツ：ice-mix
開催イベント：お笑いサバイバーシリーズ
  - 出演者：（初日）DECKCHOP、古川ちえみ、亀子のぶお、パ－＆ナー、ナカジー、永野岐阜、勝俣・ジジ・ぶぅ、オニヤンマ武田、中央線withyou、ペイパービュウ、楽珍トリオ、U字工事、GO！ヒロミ44'
  - （二日目）第一部　ぽんぽこ、チャンス大城、ソロモンテ、大和衛、椿鮒子、東京ペールワン、ガッポリ建設、名刀長塚、赤いプルトニウム、猫ひろし
  - （二日目）第二部  3バカヘッズ、横須賀歌麿、飯塚俊太郎、BBゴロー、ウクレレえいじ、殿方充、なべやかん、米粒写経、長州小力

バカTシャツサミット
  - 司会／DJ急行　　コメンテーター／東京Tシャツ部クラゲ
  - 出演／MUNE（コアチョコフューチャーリング・ギリギリアウト）LESS（MARS16）館長（スカラヴィジョンフューチャーリング・アジアのいかしたTシャツ）

- 第7回　「ストライク」2006年5月6日（土）、7日（日）科学技術館
オフィシャルTシャツ：grass green closet
メインビジュアル:superLog
開催イベント：
出演者：
- 第8回　「フルハウス」2006年8月26日（土）、27日（日）科学技術館
オフィシャルTシャツ：CAPITAL RADIO ONE
メインビジュアル:superLog
開催イベント：
オフ喜利
オールザッツバカ映像
出演者：26日
お笑いサバイバーシリーズ
  - （初日）GO！ヒロミ44'、ダークホース、パー＆ナー、ヴィンテージ、エセ姉妹、パン、青春バニラ、ラジークイーン、セクシー寄席、冷蔵庫マン、楽珍トリオ、庵、ペーパービュウ、米粒写経、俺のバカ
  - （二日目）ラジークイーン、コレステくん、チャンス大城、赤いプルトニウム、ヨージ、冷蔵庫マン、ガッポリ建設、Wコロン、楽珍トリオ、アミ ボロロク ホエ デシェ ジェテ チャイ、セクシー寄席、超新塾

- 第9回　「インパクト」2007年5月5日（土）、6日（日）科学技術館
オフィシャルTシャツ：ハンバーグ009
メインビジュアル:服部昇大
開催イベント：
出演者：
- 第10回　「MATSURI」2007年8月26日（土）、27日（日）科学技術館
オフィシャルTシャツ：ちくわぶ
メインビジュアル:みつもと
開催イベント：
出演者：
- 第11回　「エボリューション」2008年5月3日（土）、4日（日）科学技術館
オフィシャルTシャツ：悪意1000％
メインビジュアル:須藤ゆみこ
開催イベント：
出演者：
- 第12回　「アイランド」2008年8月9日（土）、10日（日）科学技術館
オフィシャルTシャツ：INGLORIOUS、花くまゆうさく
メインビジュアル:花くまゆうさく
開催イベント：出張オフ喜利
  - 司会：麻草
  - 出演：原宿、ゴトウ、館長、チョリ蔵、ヂル、ヤスノリ、藤崎、シモダ、ヨッピー、ポックリボーイ

アイドルTシャツ大戦争
  - Feam　／　坂本麻実

オールザッツバカ映像・ラブサミ出張版
  - 出演：DJ急行、セラチェン春山

お笑いサバイバーシリーズ
  - （初日）太っちょカウボーイ、ペーパービュウ、ラヴドライブ、大本営八俵、スパルタ教育、カルーア啓子、ジャン宮川、おーたに、水町亨央、ミスマッチグルメ、マナティ、荒木巴
  - （二日目）米粒写経、ハリウッドザコシショウ、小梅太夫、庵、BBゴロー、Wコロン、東京ペールワン、へらちょんぺ、日やけのジョー、R藤本、ガブ＆ぴーち、亀子のぶお
- 第13回　「ジャングル」2009年5月2日（土）、3日（日）科学技術館
オフィシャルTシャツ：レッドバズーカ、ピョコタン
メインビジュアル:ピョコタン
開催イベント：
出演者：
- 第14回　「オーバーヒート」2009年8月8日（土）、9日（日）科学技術館
オフィシャルTシャツ：赤兎馬
開催イベント：「熱闘!ラブサミプロレス」（8月8日）
ラブサミプロレス開催記念Tシャツ：ハードコアチョコレート
出演者：（順不同）CHANGO、フェリスト、スパーク青木、清水基嗣、ヤマダマンポンド、黒シャチ／シークレットベース、及川千尋／格闘探偵団バトラーツ、木村響子、小仲＝ペールワン、THE101、怒愚羅、ダイナスティ／トリプルシックス、吉川祐太、澤宗紀／格闘探偵団バトラーツ、デューク佐渡（レフリー）、DJ急行（リングアナウンス）
  - 第1試合 シークレットベース提供試合 CHANGO、フェリスト、スパーク青木 VS 清水基嗣、ヤマダマンポンド、黒シャチ
  - 第2試合 女子特別試合 及川千尋 VS 木村響子
  - 第3試合 トリプルシックス提供試合 小仲＝ペールワン、THE101 VS 怒愚羅、ダイナスティ
  - 第4試合 格闘探偵団バトラーツ提供試合 吉川祐太 VS 澤宗紀

開催イベント：「カルト居酒屋 ちょいペディア！in Tシャツ・ラブ・サミット」（8月9日）
ゲスト：（順不同）藤子まい、田代まさし
出演者：（順不同）MUNE（ハードコアチョコレート）、プチ鹿島（俺のバカ）、みち（ゲンプロダクション）、館長（人間道場）、バッドガイ（サウナ）
開催イベント：「デリシャスウィートス　コケットショウ！」（8月9日）
出演者：デリシャスウィートス
開催イベント：「お笑いサバイバーシリーズ」（8月8日、9日）
優勝者：鳥肌実
出演者：（順不同）亀子のぶお、キラッキラーズ、つーから、クレイジードールズ、たいがーりー、ウクレレえいじ、ハリウッドザコシショウ、ペイバービュウ、大本営八俵、BBゴロー、殿方充 、飯塚俊太郎（冷蔵庫マン）、スタスタローン、スーパースター、中央線with you、ヒライケンジ、インタレスティング・タケシ、ウメ、鳥肌実、東京ペールワン、Wコロン、米粒写経

- 第15回「ダイナマイト」2010年5月1日（土）、2日（日）
メインビジュアル:ドルショック竹下
開催イベント：「お笑いサバイバーシリーズ」
優勝者：鳥肌実
出演者：（順不同）5月1日（土）エル・シャラカーニ、牙一族、キャプテン渡辺、大本営八俵、東京ペールワン、ハリウッドザコシショウ、プチ鹿島、メトロポリちゃんV、ラヴドライブ、ロックンロールコメディーショー
5月2日（日）ヴェートーベン、米粒写経、坂本頼光、チャンス大城、鳥肌実、永野、ぷち観音、ミスアルプス、ミスマッチグルメ、夜ふかしの会、レオちゃん

- 第16回「フルスロットル」
メインビジュアル:パンティ&ストッキングwithガーターベルト

第18回「ネクスト」2011年7月23日、24日
- メインビジュアル:みずしな孝之

- 第19回「レインボー」2012年5月5日、6日
メインビジュアル:のむらしんぼ

- 第21回「コネクト」2013年5月4日、5日
メインビジュアル:なかむらみつのり

- 第23回　「ゴールド」2014年5月3日（土）、4日（日）科学技術館
オフィシャルTシャツ：イレギュラー
メインビジュアル:見ル野栄司
開催イベント：「大喜利国盗り合戦」
開催イベント：「ゲームキル」
出演者：ピョコタン、ジャンクハンター吉田、範田沙々、藤崎ルキノ、ローリング内沢、姫乃たま、石原まこちん、サカモト教授
開催イベント：「お笑いサバイバーシリーズ」
優勝者：鳥肌実
出演者：（順不同）3日　ハリウッドザコシショウ、ああしらき、カンカン、藤田記子、荒ぶる神々、ホロッコ、鳥肌実、ジンギスキャン、大本営八俵、飯塚俊太郎（冷蔵庫マン）、こばやしけん太、デスペラード、米粒写経、超新塾 4日　ハリウッドザコシショウ、キャプテン渡辺、錦鯉、アンドレ、チャンス大城、がじゅまる、しゃばぞう、よしえつねお、インタレスティング・タケシ、エルシャラカーニ、しんじ（キュートン）、エイテツ、ZEN

第24回「AKARI」2014年7月12日（土）～7月13日（日）
　　　開催イベント：「ご当地キャラがラブサミにあそびにくるよ！」カッパのコタロウ（東京都墨田区）、ゾンベアー（北海道小樽市）、ちょうせい豆乳くん（東京都秋葉原）
　　　開催イベント：「歌う！ ガールズ・サミット」「しず風&絆～KIZUNA～」「みく16歳」
　　　開催イベント：「お笑いサバイバーシリーズ」
出演者：（順不同）12日いち・もく・さん、ヴィンテージ、けいいちけいじ、大本営八俵、デコボコ団、東京ペールワン、鳥肌実、ねづっち（Wコロン）、林家らっきょ、BBゴロー、ホロッコ
　　　13日エイテツ、エルシャラカーニ、かっぽんかっぽん、キャプテン渡辺、坂本頼光、清水宏、瞬間メタル、錦鯉、虹の黄昏、ハリウッドザコシショウ、ランディー・ヲ・様、RED&BLUE
- 第27回　「デライト」2016年4月29日（金）、30日（土）科学技術館
メインビジュアル:武富健治
開催イベント：「ゲームキル」
出演者：ピョコタン、ジャンクハンター吉田、フジタ、鈴木みそ、Sawachi（Poten★hits）、涼本めぐみ
開催イベント：「大喜利会議室 in Tシャツ・ラブ・サミット」
出演者：岩倉（オフ喜利）大喜利会議室（小浜、薬局の三男坊、寺岩、イギリス超特急）（ゲスト）北見えり、タピ岡ススル、寺田寛明、館長（オフ喜利）構成：妹尾
開催イベント：「お笑いサバイバーシリーズ」
出演者：（初日）冷蔵庫マン（飯塚俊太郎）、超新塾、アンドーひであき、さのうさぎ、かっぽんかっぽん、魔法使い太郎ちゃん、街裏ぴんく、がじゅまる、チャンス大城、エルシャラカーニ、東京ペールワン

（二日目）虹の黄昏、チェリー吉武、ローズヒップファニーファニー、ランジャタイ、太陽の小町、KICK、BBゴロー、ホロッコ、三浦マイルド、ねづっち、デスペラード、錦鯉、けいいちけいじ、大本営八俵

## 主な出店ブランド
- ハードコアチョコレート
- スカラビジョン
- ハンバーグ009
- MARS16
- RED BAZOOKA
- 赤兎馬
- Bigbonus-Factory
- 悪意1000%
- オウカンジルシ
- 伊藤製作所
- 世界gate
- INGLORIOUS
- スモールデザイン
- ice-mix
- SCOPY
- 吉田ナゴヤ堂本舗
- 青空一家
- まめた本舗
- ちくわぶ
- 廣島ひよこ堂

昭和元禄
- リトルパイレーツ
- Tシャツ賛歌
- LOOP
- unit of land
- 金曜スペシャル
- ベリベリベット
- アオゾラ水族館
- ハイパースイッチカラー
- 藍染め手作り工房 南風中心
- Fairy&Devil
- ぶたファクトリー
- Round87
- actuss（アクタス）